# Pilawa (gmina)
Pilawa – gmina miejsko-wiejska w województwie mazowieckim, w powiecie garwolińskim. W latach 1975–1998 gmina położona była w województwie siedleckim.
Siedziba gminy to Pilawa.
Według danych z 31 grudnia 2012 gminę zamieszkiwały 10 764 osoby. Natomiast według danych z 31 grudnia 2019 roku gminę zamieszkiwało 10 975 osób.

## Struktura powierzchni
Według danych z roku 2002 gmina Pilawa ma obszar 77,25 km², w tym:
- użytki rolne: 52%
- użytki leśne: 37%

Gmina stanowi 6,01% powierzchni powiatu.

## Ochrona przyrody
W odległości 1,5 km na południowy wschód od stacji kolejowej w Pilawie znajduje się leśny rezerwat przyrody Rogalec.

## Demografia

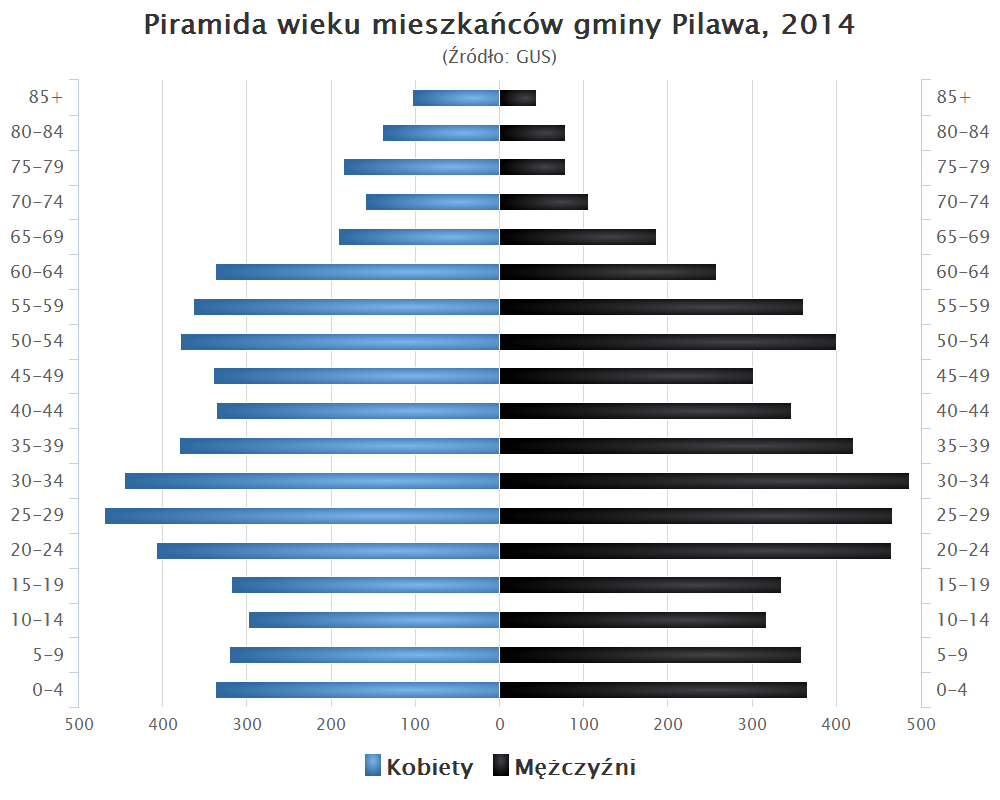
Piramida wieku mieszkańców gminy Pilawa w 2014 roku

Dane z 31 grudnia 2012:
| Opis                              | Ogółem | Ogółem | Kobiety | Kobiety | Mężczyźni | Mężczyźni |
| --------------------------------- | ------ | ------ | ------- | ------- | --------- | --------- |
| jednostka                         | osób   | %      | osób    | %       | osób      | %         |
| populacja                         | 10 764 | 100    | 5434    | 50,5    | 5330      | 49,5      |
| gęstość zaludnienia (mieszk./km²) | 139,8  | 139,8  | 70,8    | 70,8    | 69,2      | 69,2      |

## Ochotnicze Straże Pożarne

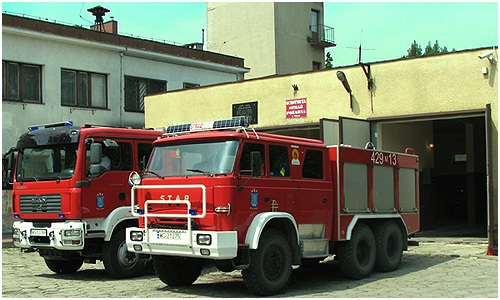
Budynek OSP w Pilawie

W gminie funkcjonuje 5 jednostek ochotniczej straży pożarnej. Są to:

- OSP w Gocławiu,
- OSP w Lipówkach,
- OSP w Pilawie,
- OSP w Puznówce,
- OSP w Wygodzie.

## Jednostki pomocnicze gminy
Sołectwa
Gocław, Jaźwiny, Kalonka, Lipówki, Łucznica, Niesadna, Niesadna-Przecinka, Puznówka, Trąbki, Wygoda, Żelazna
Osiedla
Pilawa, Osiedle Czechy. 
Miejscowości bez statusu sołectwa: Grzebowilk, Resztówka i Zawadka

## Sąsiednie gminy
Garwolin, Kołbiel, Osieck, Parysów, Siennica